# Río Walnut (Kansas)
El Río Walnut (Río de las nueces) es un afluente  del río Arkansas, en la región de Flint Hills de Kansas, en los Estados Unidos, con una longitud de 248 km (154 millas).  A través del río Arkansas, contribuye a la cuenca hidrográfica del río Misisipi.
Según el GNIS, el río también ha sido nombrado antiguamente como el "Pequeño Verdigris".

## Curso
El río Walnut nace al norte de Butler County y fluye hacia el sur a través de los condados de Butler y Cowley., pasando las ciudades de El Dorado, Augusta, Winfield y Douglass. Desemboca en el río de Arkansas en Ciudad de Arkansas.  Los afluentes principales del río Walnut son el río Whitewater, el cual se une a él en Augusta, y el río Little Walnut, el cual desemboca en el río principal en el sur del condado de Butler. La cuenca de aportes del río Walnut comprende 6.200 kilómetros cuadrados (2.380 millas cuadradas) en una ecorregión caracterizada por pedregosas lomas y praderas. El río tiene un descenso desde los 495m hasta los 320 en su base. Las precipitaciones medias, mayoritariamente tormentas de verano, varían de 810 a 970 mm (32 a 38 pulgadas) anualmente. Las praderas de hierbas altas son la vegetación más común, cubriendo dos tercios de las tierras de la cuenca.  Las tierras de cultivo cubren aproximadamente el 23% del territorio, y las explotaciones madereras alrededor del 5%. Los cultivos más importantes en la región son trigo, soja, algodón, heno, sorgo, y maíz. El ganado vacuno es el tipo de explotación ganadera más importante.
Río arriba de El Dorado, una presa construida por el Cuerpo de Ingenieros del Ejército de los Estados Unidos, forma el Lago el Dorado, a lo largo del cual ha sido designado un parque estatal. El lago consta de aproximadamente de 3.200 hectáreas (8,000 acres) de agua con otras 3.200 hectáreas de tierra a lo largo de sus orillas designados también como parque y áreas de fauna y flora. El otro gran lago en la cuenca del río Walnut es Winfield City Lake con 510 hectáreas (1.250 acres) de agua rodeados por 470 hectáreas (1,150 acres) de parque.  Ambos lagos ofrecen oportunidades recreativas que incluyen pesca, navegación, caza, camping, y observación de fauna y flora.
En Winfield, el viejo dique Tunnel Mill Dam (presa del Túnel del Molino) es un lugar de pesca. Está enclavado junto al viejo Kickapoo Corral. Un remolino es creado por un agujero en la caliza de 4,6 metros (15 pies) justo bajo el lecho del río en los acantilados del Corral. El fondo es arenoso y algo pedregoso.
Cerca de su desembocadura, en el este de Ciudad de Arkansas, se encuentran un gran número de lugares arqueológicos.  Estos pertenecen supuestamente a un asentamiento indio visitado en 1601 por el gobernador de Nuevo México Juan de Oñate.  Oñate designó a estos indios como rayados. Según estudios, podrían pertenecer a los indios Wichita. Sobre la base de la descripción de Oñate de este asentamiento, cerca de 10.000 indios vivían a lo largo de varios kilómetros en las riveras del río Walnut.

## Festival
El Walnut Valley Festival se realiza a lo largo de las orillas del río en la localidad de Winfield.